# Odontobatrachus
Famille
Genre
Odontobatrachus est un genre  d'amphibiens, le seul de la famille des Odontobatrachidae.

## Répartition
Les cinq espèces de ce genre se rencontrent en Guinée, en Côte d'Ivoire, au Liberia et en  Sierra Leone.

## Liste des espèces
Selon Amphibian Species of the World (11 juin 2017) :
- Odontobatrachus arndti Barej, Schmitz, Penner, Doumbia, Sandberger-Loua, Emmrich, Adeba & Rödel, 2015
- Odontobatrachus fouta Barej, Schmitz, Penner, Doumbia, Brede, Hillers & Rödel, 2015
- Odontobatrachus natator (Boulenger, 1905)
- Odontobatrachus smithi Barej, Schmitz, Penner, Doumbia, Sandberger-Loua, Hirschfeld, Brede, Emmrich, Kouamé, Hillers, Gonwouo, Nopper, Adeba, Bangoura, Gage, Anderson & Rödel, 2015
- Odontobatrachus ziama Barej, Schmitz, Penner, Doumbia, Hirschfeld, Brede, Bangoura & Rödel, 2015

## Publications originales
- Barej, Rödel, Loader, Menegon, Gonwouo, Penner, Gvoždík, Günther, Bell, Nagel & Schmitz, 2014 : Light shines through the spindrift – Phylogeny of African torrent frogs (Amphibia, Anura, Petropedetidae). Molecular Phylogenetics and Evolution, vol. 71, vol. 261–273.
- Barej, Schmitz, Günther, Loader, Mahlow & Rödel, 2014 : The first endemic West African vertebrate family – a new anuran family highlighting the uniqueness of the Upper Guinean biodiversity hotspot. Frontiers in Zoology, vol. 11, no 8, p. 1–27 (texte intégral).